# Кисси, Мишель
Мишель Кисси (англ. Michel Qissi, настоящее имя; род. 12 сентября 1962) — бельгийский и американский актёр, режиссёр, и каскадёр

## Биография
В 7 лет Мишель начал заниматься боксом. Вскоре он познакомился и подружился с молодым Жан-Клодом Ван Даммом, который занимался каратэ в стиле сётокан. В 1982 году они переехали в Голливуд, и в 1984 году друзья впервые снялись в массовке фильма «Брейк-данс».
В 1986 году после удачного собеседования с Менахемом Голаном из Cannon Pictures Кисси и Ван Дамм заключили контракт на съемку в трёх фильмах. Первым успешным фильмом стал «Кровавый спорт». В фильме «Киборг» Кисси работал как тренер Ван Дамма, но в съемках участия не принимал. В фильме «Кикбоксер» Мишель был хореографом, но узнал, что для съёмок ищут высокого парня восточной внешности, знакомого с тайским боксом, прошёл пробы и получил роль Тонг По. Для этой роли Мишель использовал много грима для того, чтобы его внешность была более восточной.
Последней совместной работой Кисси с Ван Даммом был фильм «Самоволка» 1990 года. В этом фильме он сыграл легионера, посланного за Ван Даммом, чтобы вернуть его в армию. В 1991 году Кисси вернулся к исполнению роли Тонг По в фильме «Кикбоксер 2: Дорога назад».
У Мишеля есть старший брат Абдель Кисси, актёр и продюсер, сыгравший роль бойцов-противников персонажей Ван Дамма в фильмах «В поисках приключений» и «Самоволка».

## Фильмография
| Год  |     | Русское название              | Оригинальное название         | Роль           |
| ---- | --- | ----------------------------- | ----------------------------- | -------------- |
| 1984 | ф   | Брейк-данс                    | Breakin’                      | прохожий       |
| 1988 | ф   | Кровавый спорт                | Bloodsport                    | Суан Паредес   |
| 1989 | ф   | Кикбоксер                     | Kickboxer                     | Тонг По        |
| 1990 | ф   | Самоволка                     | Lionheart                     | Мустафа        |
| 1991 | ф   | Кикбоксер 2: Дорога назад     | Kickboxer 2: The Road Back    | Тонг По        |
| 1991 | ф   | Кровавый сговор               | Bloodmatch                    | Дейви О’Брайен |
| 1992 | ф   | До смертельного исхода        | To the Death                  | Денард         |
| 1993 | ф   | Леди терминатор               | Terminator Woman              | Алекс Гейтели  |
| 2001 | ф   | На пределе сил                | Extreme Force                 | Конг Ли        |
| 2001 | в   | Последний бой                 | The Falkland Man              | Дефуего        |
| 2011 | ф   | Дорога в Кабул                | Road to Kabul                 | генерал        |
| 2012 | ф   | —                             | Un Marocain à Paris           | Атила          |
| 2014 | ф   | Каньямакан, город разбойников | Kanyamakan                    | одноглазый     |
| 2015 | в   | —                             | Bara                          | Бара / Хамза   |
| 2016 | ф   | Кикбоксер: Возмездие          | Kickboxer: Vengeance          | заключённый    |
| 2019 | ф   | Анатомия антигероя: Денард    | Denard Anatomy of An Antihero | Райан          |
| 2019 | ф   | —                             | Garra Mortal                  | Тонг По        |
| 2019 | кор | —                             | Code Leone                    | Сэмюел         |